# Helen Johns (natation)
Pour les articles homonymes, voir Helen Johns.
Helen Eileen Johns, née le 25 septembre 1914 à East Boston et morte le 23 juillet 2014 à Sumter (Caroline du Sud), est une nageuse américaine.

## Biographie
Aux Jeux olympiques d'été de 1932 à Los Angeles, Helen Johns remporte la médaille d'or du relais 4x100 mètres nage libre avec Josephine McKim, Eleanor Garatti-Saville et Helene Madison.